# Eine dumme Geschichte
Eine dumme Geschichte (russisch: Скверный анекдот, Skwerny anekdot, deutsche Titelvariante: Eine garstige Anekdote) ist eine satirisch-groteske Erzählung von Fjodor Dostojewski, die 1862 in der  Sankt Petersburger Monatszeitschrift Wremja erschien. Die Erzählung steht im Kontext der seit der Aufhebung der Leibeigenschaft 1861 aufgekommenen Meinungsvielfalt in Russland und den dadurch ausgelösten verschiedenen geistigen Strömungen.

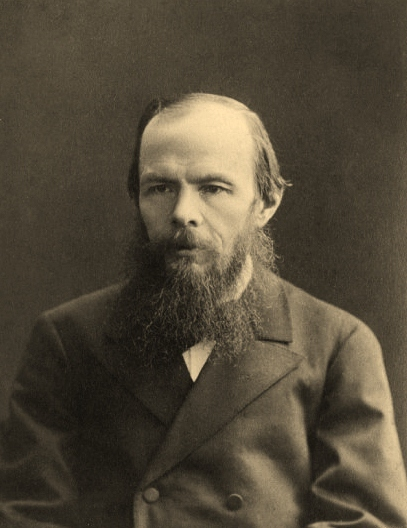
Dostojewski im Jahr 1879

## Handlung
Nahe beim Großen Prospekt auf der Petersburger Seite verbringt der Wirkliche Staatsrat Iwan Iljitsch Pralinski, ein hoher, noch lediger 43-jähriger Zivilbeamter im Generalsrang den Abend mit zwei älteren und erfahreneren zivilen Generalskollegen. Dabei äußert er verschiedene liberale Ideen insbesondere in Bezug auf die Bedeutung der "Humanität gegenüber Untergebenen." Seinen Ansichten begegnen seine Kollegen mit Spott und Skepsis. Dann macht er sich nachts – er hat sechs Gläser Wein getrunken – zu Fuß auf den Heimweg. Pralinski bemerkt, wie in einem Haus gefeiert wird, und befragt hierzu einen Polizisten. So erfährt er, dass sein Untergebener, der Registrator Porfiri Petrowitsch Pseldonimow, die 17-jährige Tochter des Titularrates a. D. Mlekopitajew geheiratet hat. Dem Vernehmen nach bringt die Braut das Holzhaus, in dem laut gelacht wird, und vierhundert Rubel mit in die Ehe.
Er überlegt, ob er nach Mitternacht uneingeladen die Hochzeitsfeier eines Unterbeamten mit zehn Rubeln Monatsgehalt aufsuchen sollte. Seiner Meinung nach will er, um ein Zeichen der Menschlichkeit zu setzen, kurzzeitig die Hochzeitsfeier besuchen. Der Bräutigam wird durch den hohen Besuch verlegen und stammelt nur „Ex-Ex-zellenz!“. Akim Petrowitsch Subikow, der Bürovorsteher in der Kanzlei des Generals, Ehrengast auf der lauten Hochzeitsfeier, rettet die Situation. Pralinski atmet auf und nimmt auf dem Sofa Platz. Die Gäste – auch die Damen – bleiben stehen und weichen so weit wie möglich Schritt für Schritt zurück. Der General redet Blech. Seine Stimme zittert, als er die Gäste aufheitern möchte, doch es gelingt ihm nicht. Die Mutter des Bräutigams rettet die Situation, indem sie Champagner serviert. Der General trinkt auf das Paar und wünscht Eheglück. Als erste finden ein Mitarbeiter des Satireblattes „Goloweschka“ und ein frecher Gymnasiast die Sprache wieder.
Der General trinkt nach dem Champagner rasch zwei Gläser Branntwein. Dostojewski schreibt: „Zuvor hatte er noch nie gewöhnlichen Branntwein getrunken. Ihm war, als fahre er in einem Schlitten einen Berg hinunter, wie im Fluge...“ Als die immer noch verstummten Gäste erkennen, dass ihre Exzellenz betrunken ist, tanzen und kreischen sie weiter wie vor dessen Eintreffen. Der General wird von einem nicht zu bändigenden Rededrang geplagt, jedoch versagt ihm zunehmend die Zunge. Speichel fliegt aus seinem Munde. Er bespuckt seinen Bürovorsteher. Gäste äffen den Redner nach. Der General überhört Zwischenrufer und fragt rundum: „...habe ich mich in Ihren Augen sehr erniedrigt oder nicht?“ Eisiges Schweigen. Der vom Satireblatt bejaht vernehmlich und schreit dem ungebetenen Gast die Wahrheit ins Gesicht. Er habe die allgemeine Heiterkeit gestört, sich mit seiner Humanität gebrüstet und einem seiner 10-Rubel-Beamten den Champagner weggetrunken. Zudem sei der General hinter den jungen Frauen seiner Untergebenen her. Der Bräutigam wirft den wahrheitsliebenden Satiriker eigenhändig hinaus.
Pralinski will gehen, stolpert und bleibt aufgrund seines hohen Alkoholpegels bewusstlos liegen. Pseldonimow besteht darauf, dass der oberste Vorgesetzte – immer noch bewusstlos – in dem nagelneuen Brautbett aus imitiertem Nussbaumholz schlafen soll. Als Pralinski am Morgen erwacht, ist ihm hundeübel. Die Mutter des Bräutigams hat ihn die ganze Nacht aufopferungsvoll betreut. Die Neuvermählten haben die Hochzeitsnacht in einem anderen Zimmer auf zusammengestellten Stühlen verbracht. Die Ehe kann dem Anschein nach nicht vollzogen werden, denn die Stühle geben seitlich nach. Auf das Gepolter hin wird die Braut von einer an der Tür lauschenden Frauenschar vom „zusammengestürzten Hochzeitslager gerettet“. Die Brautmutter wirft dem Bräutigam Unfähigkeit vor. Der Schwiegervater hat Pseldonimow bereits vor der Hochzeit gedemütigt. Der Registrator musste einen Kosakentanz vorführen.
Nach acht Tagen Abwesenheit betritt Pralinski wieder die Kanzlei. Alle tun so, als wäre nichts gewesen. Der Bürovorsteher legt dem General ein Versetzungsgesuch des Unterbeamten Pseldonimow vor. Pralinski genehmigt: „… sagen Sie diesem Pseldonimow, daß ich ihm nichts nachtrage... Daß ich im Gegenteil sogar bereit bin, alles Vorgefallene zu vergessen...“ Aufgrund der schamhaften Reaktion seines Bürovorstehers bemerkt er, dass die peinliche Begebenheit doch nicht vergessen ist, sodass er in seinem Stuhl zusammensackt.

## Verfilmung
- 1966 Sowjetunion: Böse Anekdote[4]. Spielfilm von Alexander Alow[5] und Wladimir Naumow[6]. Jewgeni Jewstignejew spielte den General Pralinski und Wiktor Sergatschow[7] den Registrator Pseldonimow. Der Film wurde erst im Dezember 1987 gezeigt.

## Rezeption
- 1975 – Schröder schreibt: „Die Dumme Geschichte (1862) enthüllt den reaktionären Kern eines liberalen Reformers“ und nimmt die „zaristische Reformpolitik der sechziger Jahre“[8] aufs Korn.
- 2008 – Je. G. Kabakowa (russisch)[9] kommt in ihrer weit ausführlicheren Untersuchung zu demselben Ergebnis.

## Deutschsprachige Ausgaben
- Eine dumme Geschichte. Deutsch von E. K. Rahsin. Einbandillustration von Rene Beeh. Piper, München 1914. 88 Seiten
- Eine dumme Geschichte. Reclam, Leipzig 1946. 96 Seiten

### Verwendete Ausgabe
- Eine dumme Geschichte. Deutsch von Hermann Röhl. S. 5–67 in: Fjodor Dostojewski: Der Traum eines lächerlichen Menschen. Kleine Prosa. Nachwort: Ralf Schröder. (Enthält noch: Aufzeichnungen aus dem Untergrund. Das Krokodil. Bobok. Der Junge beim Herrn Jesus zur Weihnacht. Die Hundertjährige. Die Sanfte. Der Traum eines lächerlichen Menschen). 349 Seiten, RUB Bd. 600 (2. Aufl.), Reclam, Leipzig 1985